# Шатонеф ди Фау
Шатонеф ди Фау (фр. Châteauneuf-du-Faou) је насељено место у Француској у региону Бретања, у департману Финистер.
По подацима из 2011. године у општини је живело 3650 становника, а густина насељености је износила 85,72 становника/km².

## Демографија
| 1962. | 1968. | 1975. | 1982. | 1990. | 2011. |
| ----- | ----- | ----- | ----- | ----- | ----- |
| 3.436 | 3.723 | 3.754 | 3.972 | 3.777 | 3.650 |